# 2010年沖縄県知事選挙
2010年沖縄県知事選挙（にせんじゅうねんおきなわけんちじせんきょ）は、2010年11月28日に執行された沖縄県知事選挙。沖縄県の本土復帰以来、11回目の知事選挙である。

## 概要
2010年12月9日の任期満了に伴う選挙。11月11日に告示され、同月28日に投開票された。当日有権者数は1,068,195人、投票者数は650,362人で、投票率は60.88%であった。
現職（1期目）で再選を目指す仲井眞弘多に対し、伊波洋一、金城竜郎の新人2名が立候補。事実上、仲井眞と伊波の一騎討ちという構図となった。結果は仲井眞が再選を果たした。

## 立候補者
下表の通り、3名が立候補した。立候補届出順。（ ）内は通称を表す。
| 候補者名                   | 生年月日      | 年齢 | 性別 | 所属党派   | 新現元別 | 備考           |
| -------------------------- | ------------- | ---- | ---- | ---------- | -------- | -------------- |
| 仲井眞弘多（なかいま弘多） | 1939年8月19日 | 71   | 男   | 無所属     | 現       | 現職沖縄県知事 |
| 伊波洋一（イハ洋一）       | 1952年1月4日  | 58   | 男   | 無所属     | 新       | 前宜野湾市長   |
| 金城竜郎（金城タツロー）   | 1964年5月7日  | 46   | 男   | 幸福実現党 | 新       | 幸福の科学職員 |

## 選挙結果
開票結果は下記の通り。
※当日有権者数：1,068,195人 最終投票率：60.88%（前回比：-3.66pts）
| 候補者名   | 年齢 | 所属党派   | 新旧別 | 得票数    | 得票率 | 推薦・支持                                                                |
| ---------- | ---- | ---------- | ------ | --------- | ------ | ------------------------------------------------------------------------- |
| 仲井眞弘多 | 71   | 無所属     | 現     | 335,708票 | 52.0%  | 公明党、みんなの党、自由民主党（沖縄県連）                                |
| 伊波洋一   | 58   | 無所属     | 新     | 297,082票 | 46.0%  | 日本共産党、社会民主党、国民新党、 新党日本、沖縄社会大衆党、政党そうぞう |
| 金城竜郎   | 46   | 幸福実現党 | 新     | 13,116票  | 2.0%   | 幸福実現党                                                                |

## 選挙の論点
普天間基地移設問題について2010年5月末に日米両政府間で合意した沖縄県名護市辺野古への移設に向けた対応が大きな焦点となった。また2012年3月末に期限が切れる沖縄振興特別措置法に替わる沖縄振興策についても問われた。このほか、選挙戦の前になって浮上した尖閣諸島の周辺海域における警備体制についても主張が注目された。
普天間基地について仲井眞と伊波は沖縄県外移設を求める点では一致していたが、仲井眞は県外移設を主張したのみで県内移設反対は明言せず、逆に伊波は移転先として米領グアムを挙げ県内移設を明確に否定した。金城は県内移設を主張した。
この選挙に国政与党の民主党は候補を立てず、自主投票とした。沖縄県連に所属しない議員に対し、特定候補の応援をしないよう要請するほどの徹底した措置をとった。その大半は伊波支持に回ったとみられる。

## 出来事
- 選挙に先立つ2010年10月29日、社会民主党所属の衆議院議員照屋寛徳は、那覇市で開かれた同党が推薦する伊波洋一を支援するためのパーティーにおいて、「沖縄は『公職選挙法特区』ですから。逮捕を覚悟で腹をすえてやってもらいたい」「街頭行動を頑張ってもらいたい。公選法を守ろうと思っている人は（今日の飛行機の）最終便で（帰っていい）」「万一逮捕されたら弁護士は私でなく福島みずほを呼んで下さい」などと明言した。このパーティには福島みずほ党首ら党幹部に加え、全国の地方組織から週末のビラ配りなどのために沖縄に来た約90人が参加していた。その場では誰一人この発言を問題視する者はいなかったが、朝日新聞の取材に対しては「士気を高めるために冗談で言った」と述べ、本気で選挙違反を促したものではないと釈明している[6]。
- この選挙で幸福実現党は独自候補として金城を擁立したが、当時同党に所属していた参議院議員大江康弘（幸福の科学非信者）はこれに反対し、現職の仲井真を支持した。このことがきっかけとなり大江は同年12月に幸福実現党を離党している[7]。